# Gorbio
Gorbio (Gouarbe in mentonasco) è un comune francese di 1 297 abitanti situato nel dipartimento delle Alpi Marittime della regione della Provenza-Alpi-Costa Azzurra.

## Geografia fisica
Il territorio del comune di Gorbio si trova in una valle al di sopra di Mentone e Roccabruna (Roquebrune-Cap-Martin), ed è attraversato da una parte all'altra dall'omonimo Gorbio, un torrente che ha la sua sorgente a Peille, e dopo Gorbio sfiora Roccabruna e Mentone, costituendone il confine prima di gettarsi nel mar Mediterraneo.

## Storia

### Simboli
Lo stemma di Gorbio è un blasone d'azzurro con monte d'argento uscente da un mare del medesimo colore, muovendo dalla punta, e capo d'oro caricato d'un'aquila bicefala di sabbia.

## Monumenti e luoghi d'interesse
- Chiesa di San Bartolomeo
- Castello Lascaris, sede di un museo.

## Lingue e dialetti
Linguisticamente è un comune della Terra Mentonasca, territorio delle Alpi Marittime di lingua e cultura mentonasca (da Mentone, "capitale culturale"), transitoria tra l'Occitania (lingua occitana) e la Liguria (lingua ligure). Il toponimo comunale è rimasto in italiano, lingua ufficiale prima dell’annessione alla Francia nel 1860.

### Evoluzione demografica
Abitanti censiti

## Galleria d'immagini

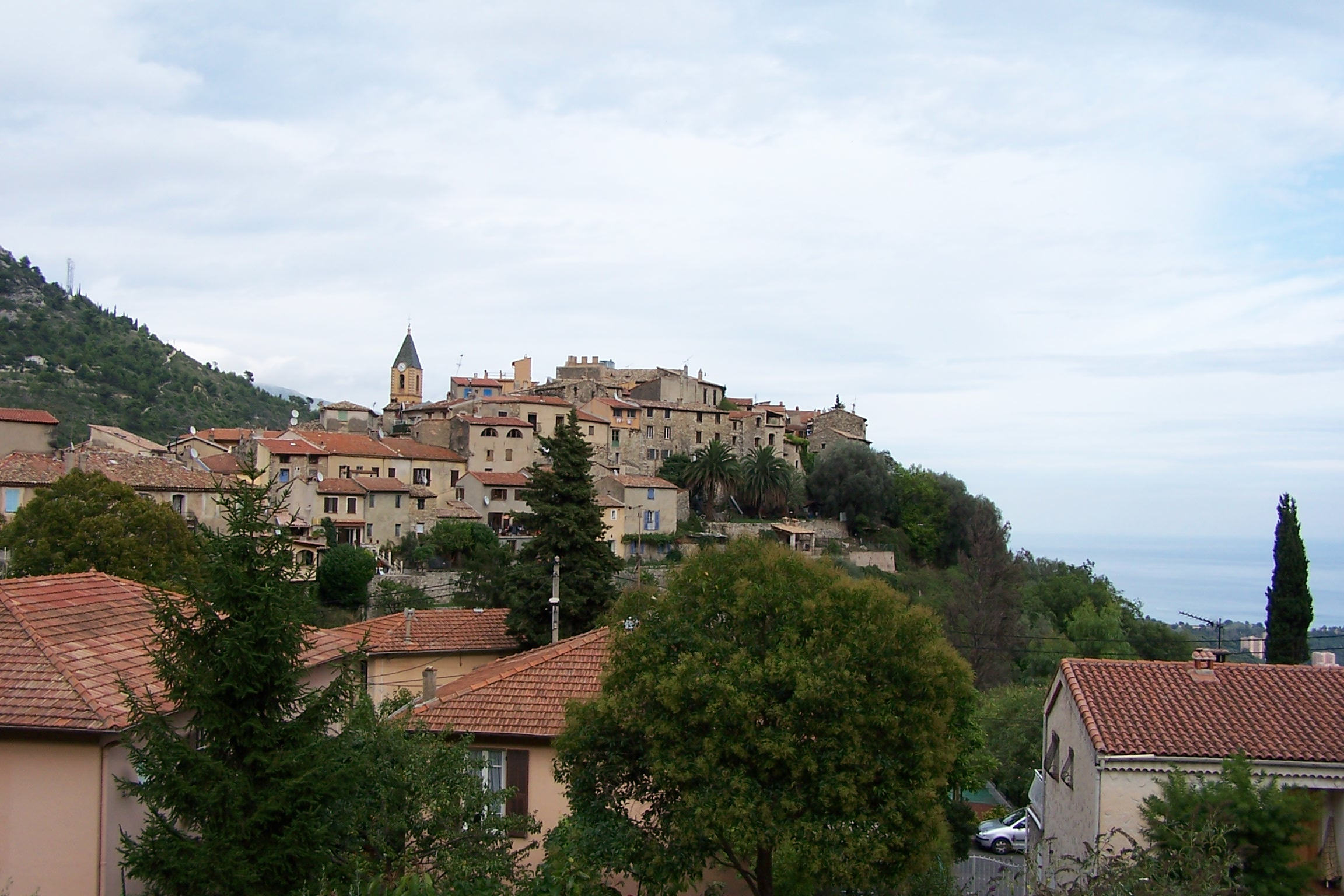
Panorama
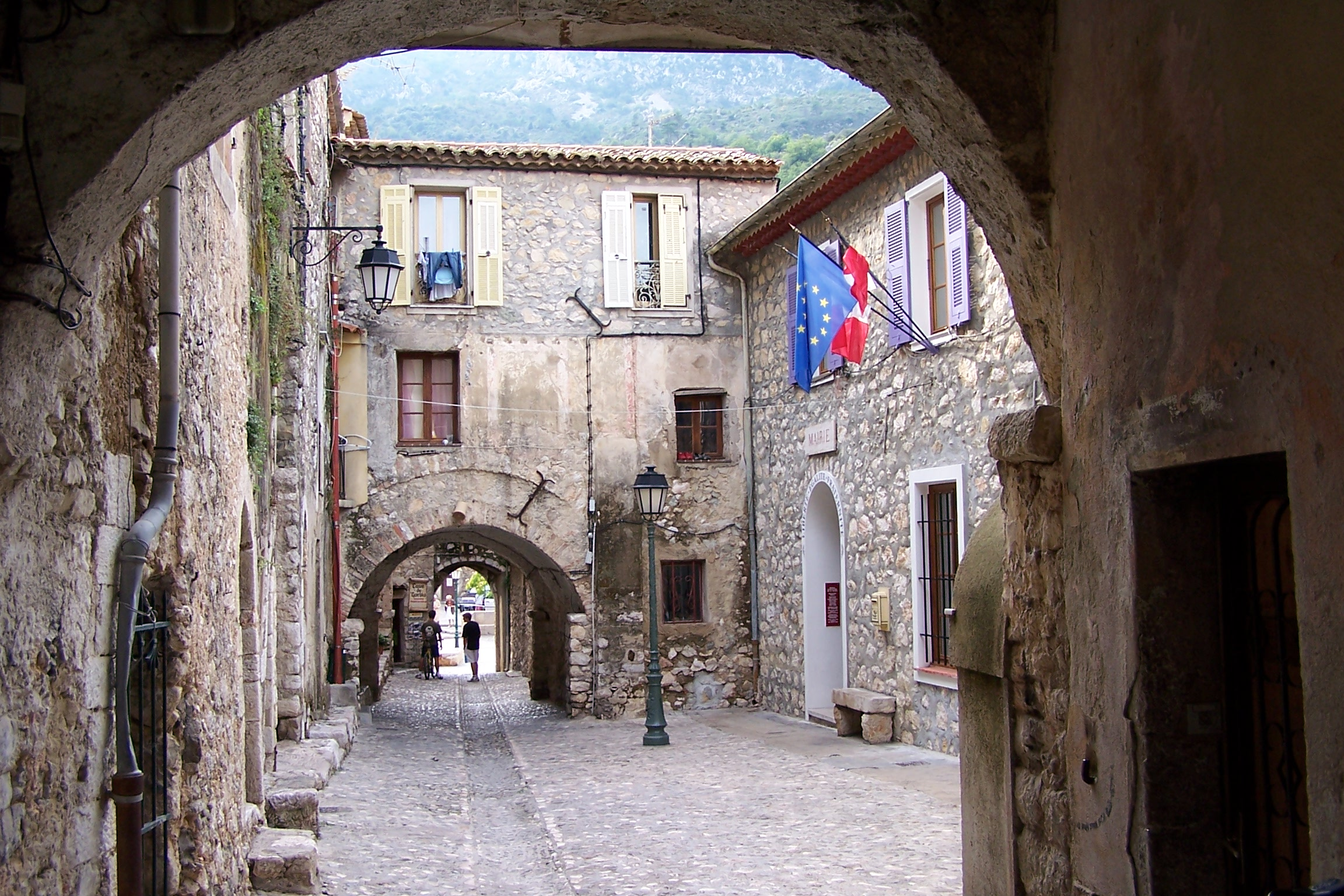
Piazza del Municipio
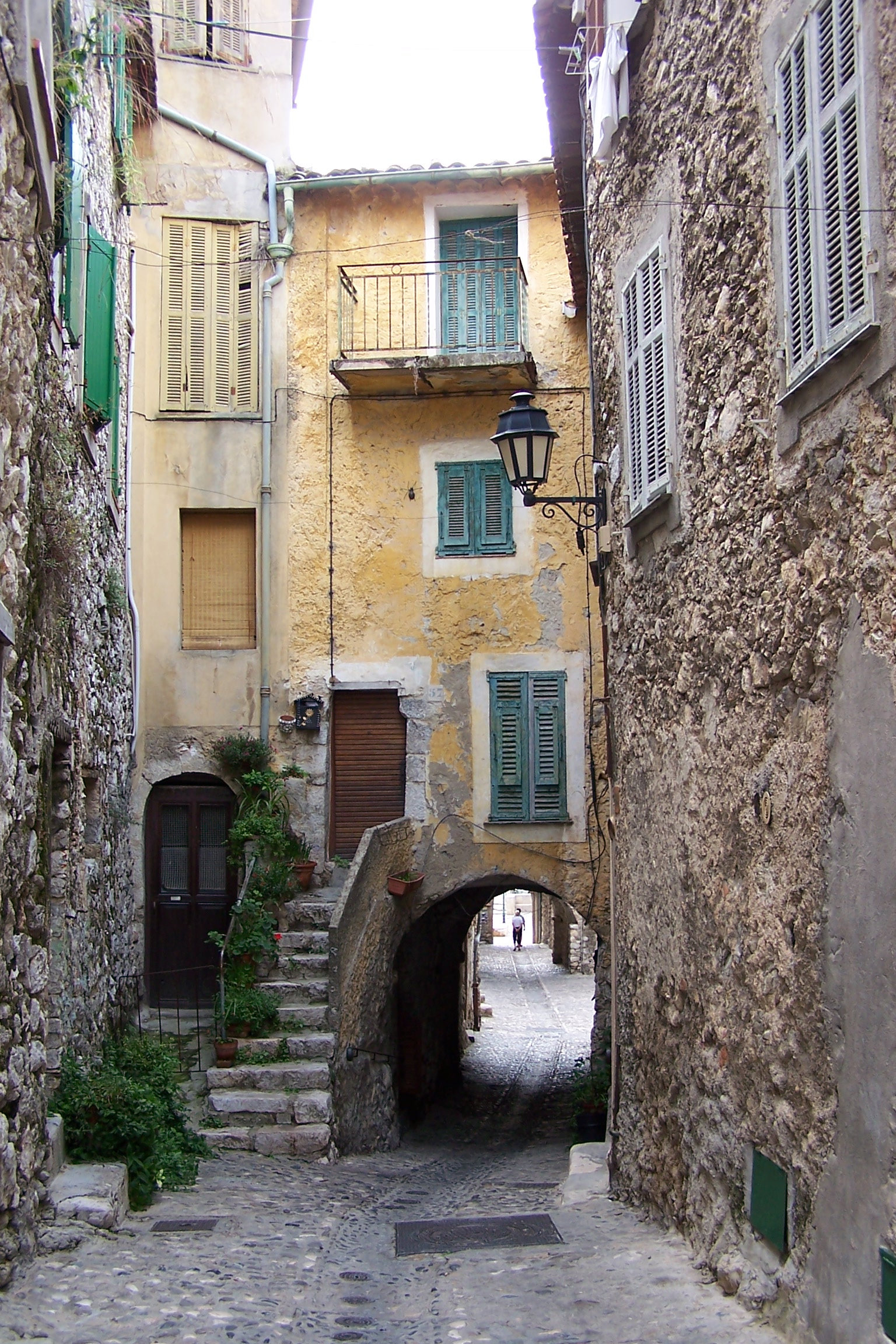
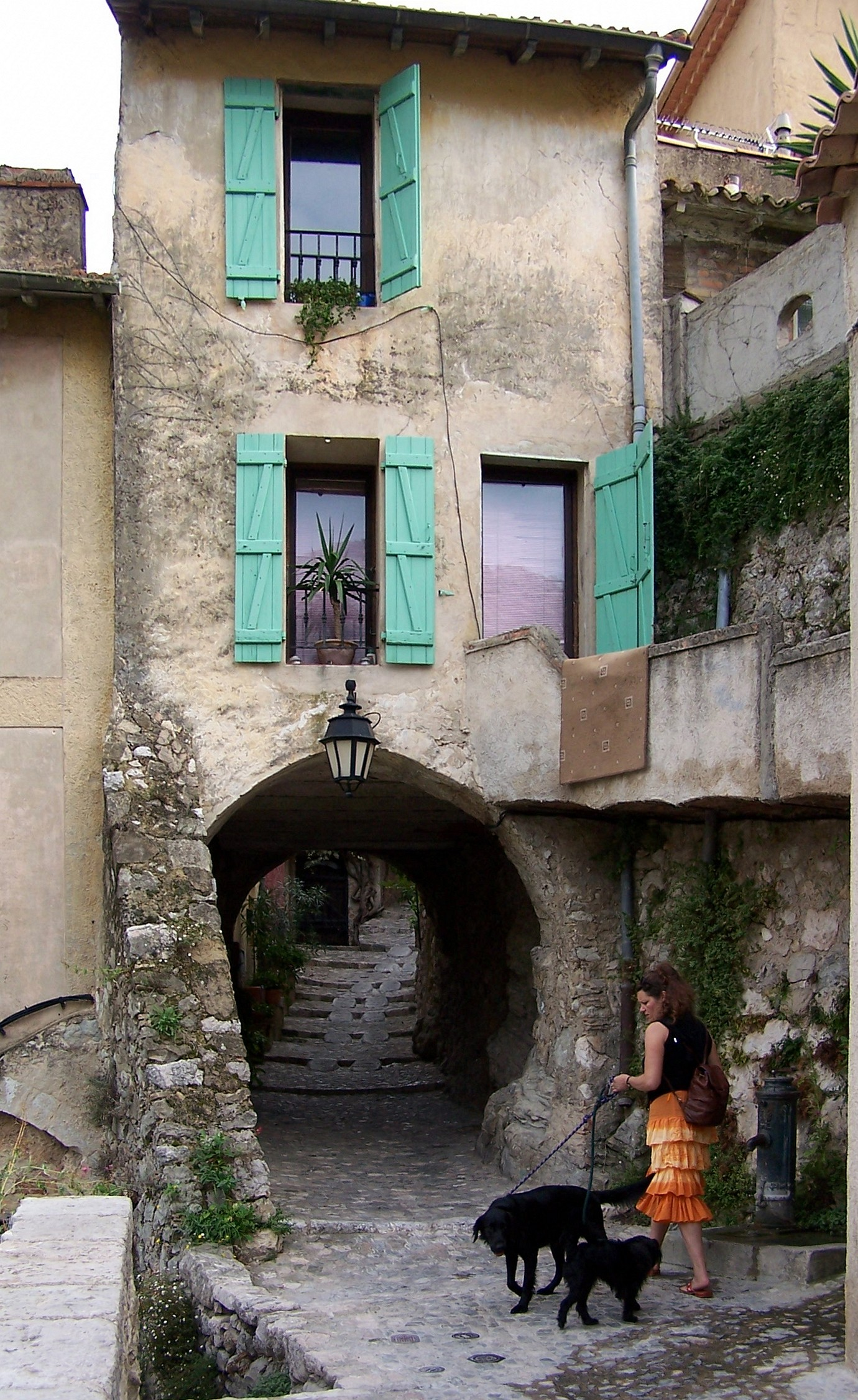